# Montserrat Julió i Nonell
Montserrat Julió i Nonell (Mataró, 20 de maig de 1929 - Madrid, 26 de gener de 2017) va ser una actriu, directora teatral i escriptora catalana.

## Biografia
Montserrat Julió va nàixer el 1929 al Maresme al si d'una família obrera, la mare treballava en una fàbrica de gènere de punt de Mataró i el pare era torner mecànic. Filla única, passa gran part de la seva infantesa al costat de l'àvia paterna.
Amb només deu anys, després de viure la Guerra Civil espanyola, marxa amb la seva família pels Pirineus cap a França; els seus pares militaven al Partit Socialista Unificat de Catalunya. Allà, mentre el seu pare roman en un camp de refugiats a la Catalunya del Nord i mare i filla viuen al refugi de Cognac, primer, i al castell de Cressé, posteriorment. Des d'allí i una vegada reunits, el 4 d'agost del 1939, es traslladen a Xile a través del Winnipeg, el vaixell que va llogar Pablo Neruda com a cònsol de Xile a França per salvar a més de 2.500 exiliats republicans catalans i espanyols de la Guerra Civil espanyola.
Un mes després arriben a Valparaíso, on reben una calorosa benvinguda per part del poble xilè. D'allà van a Santiago i són acollits al Centre Català de la capital fins que el pare troba feina com a mecànic a Mulchén, on s'instal·len.
Va ser a Xile on la Montserrat va sentir vocació d'artista i amb el suport dels pares es va dedicar a aquesta professió. L'agost del 1948 debuta com a actriu a El burlador de Sevilla, de Tirso de Molina i dirigida per Pedro Mortheiru, director de l'escola d'art dramàtic del Teatro de Ensayo.
Julió va fer amistat amb el col·lectiu de catalans que integraven el “Grup Andí”. A aquesta ciutat es relacionaran amb els cercles culturals de l'exili republicà, entre els quals es troben Xavier Benguerel, Domènec Guansé, Francesc Trabal, Cèsar August Jordana i Joan Oliver. Tenien amistat amb Pablo Neruda i amb la Premi Nobel Gabriela Mistral. Es va llicenciar en Art Dramàtic en la Universitat Catòlica de Santiago de Xile i així va començar la seva dilatada carrera al teatre, al cinema i més endavant la faceta de guionista.
Veient que, malgrat gaudir d'una bona posició en el panorama teatral xilè, costa molt guanyar-se la vida actuant, l'any 1957 decideix tornar a Catalunya. Altre cop a Mataró entra en contacte amb Lluís Josep Comeron, guionista i director de cinema, i aconsegueix un paper a la pel·lícula La cárcel de cristal, del 1956. En aquest moment és quan coneix l'entorn cinematogràfic i teatral de l'època i des d'aleshores treballa en un nombre ingent tant d'obres de teatre com de films.
El 1975 va escriure la novel·la de ciència-ficció Memòries d'un futur bàrbar (1975).
Col·labora com a intèrpret i com a directora amb l'Agrupació Dramàtica de Barcelona i posteriorment passa a viure a Madrid, on desenvolupa gran part de la seva carrera com a actriu i dramaturga i on estableix la seva residència fins als seus darrers dies. Julió ha participat en una trentena de pel·lícules i a Barcelona ha realitzat alguns muntatges teatrals sobre obres de Joan Oliver, com Allò que tal vegada s'esdevingué (1985) i El roig i el blau (1985).
Durant una breu estada a Xile, dirigeix la Sociedad de Arte Dramático de Santiago (1959-1961).
En 2003 va publicar Vida endins, a Viena Edicions, on recorda el seu exili i el desenvolupament de la seva carrera. Amb aquestes memòries va guanyar el premi "Romà Planas de Memòries Populars 2002".
Montserrat Julió va fer televisió, dirigir obres de teatre i finalment va estar reconeguda com a escriptora; de fet va ser sòcia d'honor de l'Associació d'Escriptors en Llengua Catalana.
En gener del 2017 va morir a Madrid, on residia fa temps, amb 87 anys.

## Actuació, creació i direcció artística

### Filmografia
- 1956. La cárcel de cristal.
- 1957. Cumbres luminosas (Montserrat).
- 1961. La cuarta ventana.
- 1961. Tierra de todos.
- 1963. El diablo también llora.
- 1965. El arte de vivir.
- 1965. La Barrera.
- 1966. Cuando tú no estás.
- 1967. Club de solteros.
- 1969. El paraíso ortopédico.
- 1970. Goya, historia de una soledad.
- 1970. Chicas de club.
- 1972. La novia ensangrentada.
- 1972. El espanto surge de la tumba.
- 1973. El chulo
- 1973. Manolo la nuit.
- 1973. Una gota de sangre para morir amando.
- 1973. Autopsia.
- 1974. Los nuevos españoles.
- 1975. Casa manchada.
- 1967. Codo con codo.
- 1968. En Baldiri de la costa.
- 1976. Batida de raposas.
- 1976. Castillo en la arena.
- 1976. Robin y Marian.
- 1977. Doña Perfecta.
- 1986. Puzzle.
- 1986. Mi General.

### Narrativa
- 1973. Donde quiera que estés. Adaptació de Cèlia Suñol: Primera part. Telesèrie. Televisión Española. [Guió televisiu]
- 1975. Memòries d'un futur bàrbar. [Novel·la]
- 1985. El viaje de Sig y Frido al Rhin. Santurtzi: Ayuntamiento de Santurtzi. Certamen Literario de Teatro Breve. [Obra de teatro]
- 2003. Vida endins. Premi Román Planas de Memorias Populares 2002.

### Teatre
- 1981. Pigmalió de Bernard Shaw, versió de Joan Oliver.
- 1985. El roig i el blau de Joan Oliver.
- 1986. Allò que tal vegada s'esdevingué de Joan Oliver.
- 1987. Com acabar d'una vegada i per sempre amb la maleïda cultura, original de Woody Allen. Teatre Comtal de Barcelona.